# Monasterio de Gottstatt
El monasterio de Gottstat es un antiguo monasterio premonstratense en el municipio de Orpund en el cantón de Berna, Suiza.

## Fundación
Fue establecido en 1255 por el conde Rudolf I von Neuchâtel-Nidau. Un intento anterior de establecer un monasterio en el sitio en 1247 no tuvo éxito. La iglesia del monasterio fue construida en 1300 y fue la iglesia funeraria de los condes de Neuchâtel-Nidau. Después de que su línea se extinguiera en 1375, el monasterio fue heredado por los Condes de Kyburg-Burgdorf hasta que Berna lo adquirió en 1388. Documentos de 1295, 1309 y 1314 indican que el monasterio era un lugar de peregrinación local y se expandió varias veces. Durante la Guerra Gugler de 1375, el monasterio fue atacado y gravemente dañado por los caballeros Gugler. Poco tiempo después fue reconstruido. El último proyecto de construcción del monasterio se produjo durante el mandato del abad Konrad Meyer (1504-14). Si bien el monasterio poseía varios viñedos, casas y granjas junto con derechos en varias parroquias, políticamente era bastante débil. Ninguno de los 22 abades conocidos fue un noble.

## Reforma
El monasterio fue cerrado en 1528 como parte de la Reforma. Desde 1528 hasta 1798, el edificio del monasterio sirvió como sede del alguacilazgo y tribunal inferior de Gottstatt.
En 1803, todo el edificio y el recinto del monasterio se vendieron a manos privadas. La Iglesia Reformada comenzó a comprar el monasterio, pieza por pieza, en 1965. Hoy es la iglesia parroquial de la parroquia de Orpund.

## Curiosidades
Georg Simon Ohm fue profesor allí durante algún tiempo.